# Valter (Vorname)
Valter ist ein männlicher Vorname. Es ist die skandinavische Form von Walter, die auch in den baltischen und Slawischen Sprachen verwendet wird.

## Namensträger
- Valter Aamodt (1902–1989), norwegischer Komponist, Dirigent, Musikkritiker und Chorleiter
- Valter Åhlén (1929–1988), schwedischer Eishockeyspieler
- Valter Birsa (* 1986), slowenischer Fußballspieler
- Valter Bonča (* 1968), slowenischer Radrennfahrer
- Valter Dešpalj (1947–2023), kroatischer Cellist
- Valter Ever (1902–1981), estnischer Leichtathlet und Diplomat
- Valter Kaaver (1904–1946), estnischer Dichter und Publizist
- Valter Klauson (1914–1988), estnischer kommunistischer Politiker
- Valter Lang (* 1958), estnischer Archäologe
- Valter Longo (* 1967), italo-amerikanischer Gerontologe
- Valter Hugo Mãe (* 1971), portugiesischer Schriftsteller, Musiker und bildender Künstler
- Valter Matošević (* 1970), kroatischer Handballspieler, Handballtrainer und Torwarttrainer
- Valter Molea (* 1966), italienischer Ruderer
- Valter Pecly Moreira (* 1948), brasilianischer Diplomat
- Valter Nyström (1915–2011), schwedischer Langstreckenläufer
- Valter Ojakäär (1923–2016), estnischer Komponist, Musikjournalist und Musiker (Klarinette, Saxophon)
- Valter Skarsgård (* 1995), schwedischer Schauspieler
- Valter Taub (1907–1982), tschechischer Schauspieler und Theaterregisseur
- Valter Tauli (1907–1986), estnischer Sprachwissenschaftler, Finnougrist, Sprachtheoretiker und Sprachplaner
- Valter Župan (* 1938), emeritierter Bischof von Krk

Siehe auch:
- zu Trägern des Familiennamens Valter, siehe Valter